# Tvář se slzou (Maska)
Tvář se slzou (Maska) je skulptura z hořického pískovce, která se nachází v exteriéru na trávníku před menzou VŠB – Technické univerzity Ostrava v Ostravě-Porubě v Moravskoslezském kraji. Je to absolventské dílo sochaře Lukáše Řezníčka, které vzniklo v roce 2007. Hlavním tématem skulptury je geometricky zpracovaná tvář či maska, která je umístěna na podstavcovém kvádru a která má slzu pod pravým okem a také vlasy. VŠB – Technická univerzita Ostrava získala dílo darem od firmy Kámen Ostroměř. Od roku 2020 je dílo součástí Univerzitního muzea – VŠB Technické univerzity Ostrava.

## Další informace
Poblíž se také nacházejí další umělecká díla, kterými jsou Prométheus, Práce, Pedagogové a studenti aj., která jsou také součástí univerzitního muzea.

## Galerie

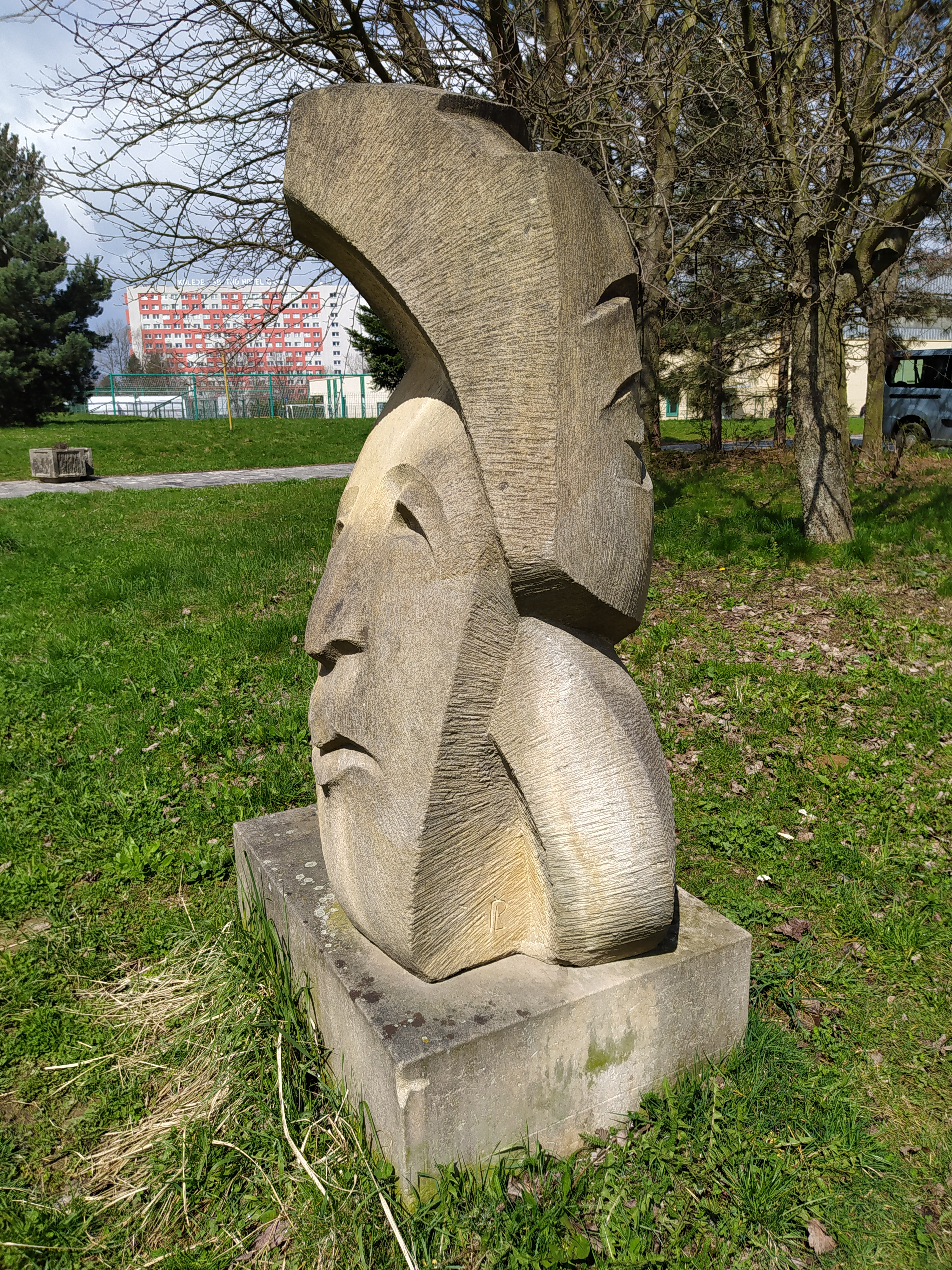